# Герасимів Григорій Костянтинович
Герасимів Григорій Костянтинович (жовтень 1884, Кабичене, Старобільський повіт, Харківська губернія, нині – Кабичівка, Марківська селищна громада, Старобільський район, Луганська область) – член Української Центральної Ради.

Працював у Катеринославі у крамниці А.Єфанова. Член «Просвіти» та УСДРП.

27 листопада 1915 року заарештований та засуджений російською владою до каторжних робіт. 

Навесні 1917 року повертається до Катеринослава. На Всеукраїнському національному конгресі обраний членом Української Центральної Ради.

10 лютого 1920 року заарештований радянським режимом, однак вирок був доволі лояльним. У 1930-х рр. працював у Києві бухгалтером-ревізором «Заготзерна». 18 квітня 1938 року заарештований, а 23 листопада 1939 року засуджений до 8 років виправно-трудових таборів. Реабілітований у 1959 році.
Дружина - В.В.Пругло, син – Борис (1916-?), донька – Галина (1919-?).